# Вілазодон
Вілазодон (англ. Vilazodone), який продається під торговою маркою «Війбрид» — препарат, який використовується для лікування великого депресивного розладу. Він класифікується як модулятор серотоніну, і приймається перорально. Поширеними побічними ефектами є нудота, діарея та проблеми зі сном. Серйозні побічні ефекти можуть включати посилення суїцидальних думок або дій у осіб віком до 25 років, серотоніновий синдром, кровотечі, маячення, панкреатит і синдром неадекватної секреції антидіуретичного гормону. Вілазодон може спричинювати менше емоційне притуплення, ніж типові селективні інгібітори зворотного захоплення серотоніну та інгібітори зворотного захоплення серотоніну і норадреналіну Якщо дозу препарату швидко зменшити, то може виникнути синдром відміни. Зазвичай не рекомендується використовувати вілазодон під час вагітності та годування груддю. Він відноситься до класу модуляторів серотоніну, і, вважається, діє і як селективний інгібітор зворотного захоплення серотоніну, і як активатор рецептора 5-HT1A.
Вілазодон був схвалений для медичного використання в США у 2011 році і в Канаді в 2018 році. У 2019 році він був 334-им за популярністю ліками в Сполучених Штатах, з більш ніж 900 тисячами рецептів. Препарат втратив патентний захист у червні 2022 року для дорослих, і в липні 2023 року для педіатричного застосування. Дженерики препарату були схвалені FDA США.

## Медичне застосування
Було проведено 7 контрольованих досліджень ефективності вілазодону для лікування великого депресивного розладу. Із цих досліджень 5 не показали значного впливу вілазодону на симптоми депресії порівняно з плацебо. У двох інших дослідженнях були виявлені невеликі, але значні переваги вілазодону над плацебо. Згідно з цими двома восьмитижневими дослідженнями у дорослих, вілазодон дає антидепресивну відповідь після одного тижня лікування. Через 8 тижнів це призвело до 13 % більшої відповіді, ніж плацебо. Показники ремісії, однак, істотно не відрізнялися від плацебо.
За даними FDA США в 2011 році, «невідомо, чи має вілазодон якісь переваги порівняно з іншими препаратами в класі антидепресантів». В огляді 2019 року зазначено, що «поточні дослідження не свідчать про перевагу вілазодону порівняно з іншими антидепресантами».
Дослідження вілазодону для лікування генералізованого тривожного розладу були припинені в 2017 році. Хоча є попередні докази невеликої користі при генералізованому тривожному розладі, існує високий рівень побічних ефектів.

## Побічні ефекти
У вересні 2016 року FDA США вимагало додати до етикетки рецепта нове попередження про зв'язок між вілазодоном та гострим панкреатитом і сонним паралічем. Найчастішими побічними ефектами препарату є нудота, діарея, блювання та безсоння.
Після однорічного відкритого дослідження з оцінки безпеки та переносимості вілазодону особами з великим депресивним розладом найпоширенішими побічними ефектами були діарея (35,7 %), нудота (31,6 %) і головний біль (20,0 %); більше 90 % цих побічних ефектів були легкими або помірними. У рандомізованих контрольованих дослідженнях ці показники становили 28 %, 23,4 % і 13,3 % відповідно. На відміну від інших селективних інгібіторів зворотного захоплення серотоніну, початкові дослідження показали, що вілазодон не викликає зниження сексуального бажання/функції, що часто стає причиною відмови від застосування препаратів цієї групи. Крім того, вілазодон може спричинитии менше емоційне притуплення, ніж типові селективні інгібітори зворотного захоплення серотоніну та інгібітори зворотного захоплення серотоніну і норадреналіну.

### Вагітність
Вплив антидепресантів (включаючи вілазодон) асоціюється зі скороченням середньої тривалості вагітності (на 3 дні), підвищенням ризику передчасних пологів (на 55 %), меншою вагою при народженні (на 75 г) і нижчими оцінками за шкалою Апгар (на <0,4 бала). Невідомо, чи є підвищена частота перегородкових вад серця серед дітей, чиї матері отримували селективні інгібітори зворотного захоплення серотоніну на ранніх термінах вагітності.

## Фармакологія

### Фармакодинаміка
Вілазодон діє як інгібітор зворотного захоплення серотоніну (IC50 = 2,1 нМ; Ki = 0,1 нМ) і частковий агоніст рецептора5-HT1A (IC50 = 0,2 нМ; IA = ~60–70 %). Він має незначну спорідненість з іншими рецепторами серотоніну, такими як 5-HT1D, 5-HT2A, і 5-HT2C, а також з транспортерами норадреналіну та дофаміну (Ki = 56 нМ для транспортера норадреналіну і 37 нМ для транспортера дофаміну). Невелике клінічне дослідження виявило зв'язуваність рецептора 5-HT1A вілазодоном, тоді як зв'язуваність серотонінового транспортера вілазодоном у людей, імовірно, не вивчалася.

### Фармакокінетика
Вілазодон найкраще засвоюється з їжею, та має біодоступність 72 % під час прийому їжі. Максимальна концентрація препарату в крові підвищувалася від 147 до 160 %, а площа під кривою — від 64 до 85 % вілазодону, коли його приймали з жирною або легкою їжею.

## Історія
Вілазодон був розроблений компанією «Merck KGaA», та ліцензований «Clinical Data», біотехнологічною компанією, придбаною «Forest Laboratories» у 2011 році.